# Prštice (zámek)
Zámek Prštice je zámek na severozápadním okraji obce Prštice v okrese Brno-venkov. Je chráněn jako kulturní památka.

## Historie
Na místě současného zámku se nacházela středověká tvrz, která byla obnovena na konci 15. století Janem Lechvickým ze Zástřizl. Její zdivo je dodnes částečně dochováno v obvodové zdi kolem západního nároží zámku. V dalších desetiletích byla rozšířena o nové křídlo (pravděpodobně za Žabků z Limberka v první třetině 16. století).
Na přelomu 16. a 17. století ji Thurnové nechali upravit na renesanční sídlo a postavili další dvě křídla, takže objekt dostal současnou čtyřkřídlou podobu. K zásadní barokní přestavbě došlo na začátku 18. století za Želeckých z Počenic, kterou realizoval stavitel Christian Alexander Oedtl. Práce však probíhaly pomalu, přestavba byla dokončena až ve 30. letech 18. století, kdy prštické panství již vlastnili Ditrichštejnové, kteří zámek dále využívali pouze účelově (byty panských úředníků, sklady, apod.) Ditrichštejnové panství drželi do roku 1819, poté vystřídalo několik majitelů, až nakonec připadlo při pozemkové reformě ve 20. letech 20. století moravskoslezské zemi.
Zámek postupně chátral, v roce 1948 jej zakoupila obec Prštice. která plánovala bývalé šlechtické sídlo zbořit a postavit na jeho místě novou školu. Zámek byl ale díky památkářům zachráněn, vznikly zde kanceláře místního národního výboru, později zde začala působit také mateřská škola a zámek byl postupně rekonstruován. V majetku obce je budova dosud, nadále ji využívá obecní úřad.